# Carmen García del Diestro
Carmen García del Diestro Nardiz (Santander, agosto de 1908 - Madrid, 11 de junio de 2001) fue una maestra y pedagoga española. Dedicó gran parte de su vida como profesora de lengua y literatura española del colegio Estudio de Madrid, institución de la que fue cofundadora, junto con Jimena Menéndez Pidal y Ángeles Gasset, y su directora durante cincuenta años, fiel siempre a la línea pedagógica de la Institución Libre de Enseñanza.

## Historia
Carmen García del Diestro, familiarmente conocida como Kuqui, tanto en el ambiente familiar como en el profesional, nació en un barrio burgués de la capital cántabra, hija del médico José García del Diestro y de Carmen Nardiz. Hizo el bachiller en el Colegio San Francisco Javier, en la calle Moreto número 5, junto al Parque de El Retiro, institución pluralista donde compartían educación niñas judías, protestantes y católicas, españolas y francesas. Lectora precoz, estudió Magisterio, licenciándose en la Escuela Normal de Ávila. Tras su paso por el Grupo Escolar “Príncipe de Asturias” de Madrid, y siguiendo el consejo de la familia Menéndez Pidal, ingresó como maestra en el Instituto-Escuela tras superar la evaluación a que la sometieron María Goyri, directora de Letras, y Juana Moreno, directora de Ciencias, ambas de la Sección de Primaria del establecimiento institucionista. Tenía 22 años. 
En el verano de 1934 se casó con el cirujano Luis Lorente Fernández, y con el apoyo de la Junta para Ampliación de Estudios e Investigaciones Científicas, el joven matrimonio se trasladó a Alemania durante un año académico, instalándose en el Berlín de 1935 y regresando a España en el otoño de ese mismo año. Permaneció en Madrid durante la Guerra Civil, en la dirección del colegio público Lina Odena por encargo del Ministerio de Instrucción Pública. A partir de 1940, y ya en el Colegio Estudio, tuvo como alumnos a personalidades como Jaime de Armiñán, José Antonio del Cañizo, Elsa López, Margarita Vázquez de Parga o Javier Marías.
Dedicó el último periodo de su vida profesional al diseño de la Fundación Estudio, como modelo pedagógico superviviente de las postrimerías del siglo xix, orientando a su sobrino Jerónimo Junquera García del Diestro, arquitecto y presidente del Patronato de dicha fundación. Murió a la edad de 93 años. Dejó escrita una semblanza biográfica en Retazos de memoria (1986). La Fundación le rindió homenaje en el primer aniversario de su nacimiento, con la participación de muchos de sus alumnos-amigos.